# Bundesexekution gegen die Herzogtümer Holstein und Lauenburg von 1863
Die Bundesexekution gegen die Herzogtümer Holstein und Lauenburg von 1863 war eine militärische Aktion des Deutschen Bundes gegen zwei seiner Mitglieder, das Herzogtum Holstein und das Herzogtum Lauenburg. Eigentlich richtete sie sich gegen das Königreich Dänemark, zu dessen Gesamtstaat die Herzogtümer gehörten. Die Bundesexekution wurde durch den Bundestag des Deutschen Bundes beschlossen, da der dänische König kurz zuvor eine neue Verfassung des Gesamtstaates erlassen hatte. Aus Sicht des Bundestages wurden dadurch die Rechte der Bundesglieder Holstein und Lauenburg gefährdet.
Die Bundesexekution dauerte vom 21. Dezember 1863 bis zum 5. Dezember 1864 und damit während des ganzen Deutsch-Dänischen Krieges an. Dieser Krieg wurde allerdings von Österreich und Preußen im eigenen Namen gegen Dänemark geführt. Die Bundesexekution wurde nach Kriegsausbruch praktisch bedeutungslos.

## Vorgeschichte
Als 1848 in mehreren Staaten Europas revolutionäre Erhebungen gegen die herrschenden Mächte der Restauration ausbrachen, erreichte diese Bewegung auch die Herzogtümer Schleswig, Holstein und Lauenburg. Hier traf der allgemeine Ruf nach Freiheit, Gleichheit und Demokratie mit der ungelösten Nationalitätenfrage zusammen – sowohl dänische als auch deutsche Nationalliberale beanspruchten das Herzogtum Schleswig für sich.
Schleswig selbst war ein dänisches Reichslehen und bildete gemeinsam mit dem eigentlichen Königreich Dänemark und den zum deutschen Bund gehörenden Herzogtümern Holstein und Lauenburg den Dänischen Gesamtstaat. Sprachlich-kulturell überwog im Norden Schleswigs die dänische, im Süden die deutsche Sprache. Hinzu kamen friesisch- und gemischtsprachige Teile. Bis zum Sprachwechsel im 19. Jahrhundert hatten sich das Dänische und Nordfriesische noch weiter nach Süden erstreckt. Die Herzogtümer Holstein und Lauenburg waren dagegen überwiegend deutschsprachig.
Die dänischen Nationalliberalen (Eiderdänen) wünschten sich die volle Integration Schleswigs in einen zu bildenden dänischen Nationalstaat, während die deutschen Nationalliberalen (deutsche Schleswig-Holsteiner) den Zusammenschluss Schleswigs und Holsteins und deren Aufnahme in den Deutschen Bund und später in einen erhofften deutschen Nationalstaat wünschten. Beide Bewegungen standen sich sozialpolitisch und kulturell sowie in den Forderungen nach bürgerlichen Freiheitsrechten nahe. Später wurden die nationalen Trennungslinien schärfer und diese Verwandtschaft schlug in Feindschaft und Hass um. In Opposition zu beiden Bewegungen standen auf dänischer Seite die konservativen Gesamtstaatsbefürworter.
Unterstützung erhielten die deutschen Schleswig-Holsteiner aus den anderen deutschen Staaten in der von ihnen empfundenen Sehnsucht nach einer politischen Schicksalsgemeinschaft aller Deutschen. Die dänischen Nationalliberalen erhielten im Rahmen des Skandinavismus Unterstützung von Freiwilligen aus den übrigen nordischen Ländern. Die zunehmende Polarisierung zwischen Deutschen und Dänen innerhalb Schleswigs erreichte auch die in Schleswig siedelnden Nordfriesen, die sich größtenteils auf Seiten der deutschen Schleswig-Holsteiner positionierten. Andere wie der friesische Liberale Harro Harring traten für einen pan-skandinavischen Staat von der Eider bis zum Nordkap ein.

### Friedensschlüsse nach dem Ersten Schleswigschen Krieg
Die deutschgesinnten Schleswig-Holsteiner erstrebten in den Jahren 1848–1851 in einer letztlich gescheiterten Erhebung gegen Dänemark die Zugehörigkeit der Herzogtümer als Mitglied eines geeinten, freien Deutschlands. Das Problem der nationalen Spaltung des Herzogtum Schleswigs und seiner Zugehörigkeit zum dänischen Staat blieb staats- und verfassungsrechtlich offen. Die militärischen Ereignisse und machtpolitische Interessen auf europäischer Ebene bestimmten den Konflikt im weiteren Verlauf.
Preußen, das stark für die deutschen Nationalliberalen in den Herzogtümern Partei ergriffen hatte, verzichtete in der Vereinbarung von Olmütz vom 29. November 1850 auf eine weitere Einmischung zugunsten der schleswig-holsteinischen Sache. Mit diesem von den Großmächten Schweden, Frankreich und Russland erzwungenen Einlenken Preußens war der Weg frei zum Londoner Vertrag von 1852 – die deutschen revolutionären Bestrebungen waren gescheitert. Ein deutscher Nationalstaat mit Einbindung der Herzogtümer war nicht entstanden. Unter den deutschgesinnten Schleswig-Holsteinern herrschte das Gefühl vor, besiegt und (von den Preußen) im Stich gelassen worden zu sein. Doch auch die dänische Bewegung der nationalliberalen Eiderdänen hatte ihr Ziel der festen Einbindung Schleswigs in einen dänischen Nationalstaat nicht erreicht. Die Kernfrage der Zugehörigkeit des Herzogtum Schleswigs blieb weiterhin ungelöst.
Im Londoner Vertrag vom 8. Mai 1852 bestätigten die europäischen Großmächte die Existenz und Integrität des Dänischen Gesamtstaats als ein für das Gleichgewicht in Europa tragendes Prinzip. Seine Regelungen bargen aber auch Konfliktstoff, da gleichzeitig die Rechte und Pflichten des Deutschen Bundes für Holstein und Lauenburg gewahrt bleiben sollten. Als wichtigste Punkte wurde einerseits – nach dänischer Vorstellung – dieselbe Erbfolge für das Königreich und die Herzogtümer mit Prinz Christian von Schleswig-Holstein-Sonderburg-Glücksburg für den Fall des Aussterbens des dänischen Mannesstammes festgesetzt. Andererseits wurde eine Gesamtstaatsverfassung vorgesehen, basierend auf der Gleichstellung aller Landesteile. Diese verpflichtete den dänischen König, „daß weder eine Inkorporation des Herzogtums Schleswigs noch irgend dieselbe bezweckende Schritte vorgenommen werden sollen“. Diese Regelung sollte sich in den kommenden Jahren für den dänischen Monarchen und seine führenden Politiker als unauflösbar erweisen. Die Zukunftsgestaltung Schleswig-Holsteins wurde langfristig verhindert.
Der Deutsche Bund, dem der König von Dänemark in seiner Funktion als Herzog von Holstein und Lauenburg angehörte, wachte seinerseits streng über seine Rechte, und die deutschen Signatarmächte von London, Österreich und Preußen, erkannten die ihnen zugefallene Stärke einer gemeinsamen Haltung im europäischen Mächtefeld für die Schleswig-Holstein-Frage, um Druck auf Dänemark auszuüben. Dänemark konnte somit das Problem der Gesamtstaatsverfassung nicht ohne das Risiko eines Konfliktes mit dem Deutschen Bund mit Österreich und Preußen zu einem für alle tragbaren Ergebnis führen.

### Dänische Maßnahmen und Reaktionen des Bundestags
Der nationale Konflikt um Schleswig wurde zeitgleich von einem Sprachwechsel vom Dänischen zum Deutschen im mittleren Teil Schleswigs begleitet. Als Reaktion darauf führte die dänische Regierung 1851 Sprachreskripte ein, mit denen Reichsdänisch (Hochdänisch) als Schul- sowie Reichsdänisch und Hochdeutsch als Kirchensprache in den Teilen Schleswigs verankert wurde, in denen noch Sønderjysk (Plattdänisch) gesprochen, aber bisher Hochdeutsch als alleinige Schul- und Kirchensprache verwendet wurde. Dies wiederum empfanden deutschgesinnte Schleswig-Holsteiner als Eingriff und Zwang, was somit den Konflikt zwischen beiden Seiten weiter verschärfte. In Folge der Sprachreskripte wurden deutschgesinnte Beamte, Pastoren und Lehrer schikaniert und entlassen. Auch die von deutschen Deputierten dominierte Schleswigsche Ständeversammlung sprach sich gegen die Sprachreskripte aus.
Der erste Versuch die Problematik zu lösen, war das „Verfassungsgesetz für gemeinsame Angelegenheiten“ vom 2. Oktober 1855, das den Ständen der drei Herzogtümer nicht vorgelegt wurde. Diese Gesamtstaatsverfassung beinhaltete eine gemeinsame Volksvertretung für das Königreich und die Herzogtümer, dementsprechend oblagen die Gesetzgebung- und Finanzzuständigkeiten in den Herzogtümern auch Dänemark. Somit war dieser Verfassungsentwurf nicht zu den Londoner Abmachungen konform. In der holsteinischen Ständeversammlung erhob sich Widerspruch. Auf Betreiben Preußens und Österreichs kam die Angelegenheit vor den Bundestag des Deutschen Bundes, der sie bis 1858 mehrfach behandelte. Erstmals wurde mit der Einleitung eines Bundesexekutionsverfahrens gegen Dänemark gedroht. Vorerst war die Regierung in Kopenhagen zum Einlenken bereit und die Gesamtstaatsverfassung wurde am 6. November 1858 für Holstein und Lauenburg aufgehoben. Diese auf deutschen Druck hin zustande gekommene Regelung widersprach allerdings der im Londoner Protokoll von 1852 vereinbarten Gleichbehandlung der drei Herzogtümer.
Der Deutsche Bund setzte nun seinerseits mit Beschluss vom 24. Dezember 1858 die Weiterverfolgung des Bundesexekutionsverfahrens aus. Damit ruhte die Angelegenheit mehrere Jahre. Der Krimkrieg von 1853 bis 1856 und der 1859 ausgebrochene sardinisch-französische Krieg gegen Österreich lenkten die Aufmerksamkeit zunächst vom deutsch-dänischen Konflikt im Norden ab. Außerdem verschärfte sich der Zwiespalt zwischen Preußen und Österreich und verhinderte zunächst ein gemeinsames Vorgehen gegen Kopenhagen.
Aber auch innerhalb Dänemarks stieß das Verfassungsgesetz auf Proteste. So sollten die Abgeordneten aus den Herzogtümern Schleswig, Holstein und Lauenburg gleich viele Sitze erhalten wie das eigentliche Königreich Dänemark, obwohl der Anteil der Reichsdänen an der Gesamtbevölkerung weit mehr als die Hälfte betrug.
Eine weitere Androhung eines Bundesexekutionsverfahrens brachte der Beschluss der Bundesversammlung vom 8. März 1860 mit sich. Der Deutsche Bund legte fest, dass bis zur Herstellung des Londoner Protokolls kein Gesetz über gemeinschaftliche Sachen, insbesondere Finanzangelegenheiten rechtsverbindlich ohne die vorherige Zustimmung der Stände von Holstein und Lauenburg bindend sein sollte. Da der dänische Finanzminister aber schon am 23. September 1859 Beiträge zur Gesamtstaatskasse ausgeschrieben hatte, legte der Deutsche Bund nach langen Beratungen Protest ein und drohte am 7. Februar 1861 unter Fristsetzung von 6 Wochen an, das zunächst eingestellte Bundesexekutionsverfahren wieder aufzunehmen.
Preußen und Österreich schlossen sich der Forderung des Deutschen Bundes (dessen potenteste Mitglieder sie waren) an, eine Gleichstellung aller Landesteile des Gesamtstaates sei schnell durchzuführen. Großbritannien, von Frankreich und Russland hierbei unterstützt, versuchte eine Vermittlung unter Hinweis auf das Londoner Protokoll, ohne dabei allerdings eine Lösung anbieten zu können. Um die Situation ihrerseits zu lösen, unternahm die dänische Regierung am 30. März 1863 einen weiteren Versuch eines Verfassungsentwurfs – wiederum allerdings nicht im Sinne des Londoner Abkommens und daher ohne die europäische Rückendeckung mit hohen Risiken belastet.
Mit diesem Dokument wurden Holstein und Lauenburg aus der gesamtstaatlichen Verfassung ausgeschlossen, eine Gesetzgebung über die Stellung der beiden Herzogtümer im Reich sowie eine eigene dänisch-schleswigsche Verfassung wurde stattdessen angekündigt. Schleswig sollte zu einem festen Teil des dänischen Königreiches werden. Die Bindungen mit den Herzogtümern Holstein und Lauenburg mit Ausnahme des Staatsoberhauptes (Monarchen), der Flotte und der Außenpolitik fielen weg. Eine eigene Finanzverwaltung und sogar ein eigenes Heer waren für Holstein und Lauenburg vorgesehen. Damit hätte Rendsburg eine deutsche Bundesfestung, Kiel und Neustadt in Holstein hätten deutsche Kriegshäfen an der Ostseeküste werden können – eine Gefahr, die zwar auch in Dänemark erkannt wurde, aber in den nachfolgenden Parlamentsdebatten im November 1863 unbeachtet blieb.
Preußen und Österreich verständigten sich über gemeinsame Schritte und legten schließlich am 17. April 1863 zwei identische Protestnoten in Kopenhagen vor. Am 9. Juli 1863 forderte die Bundesversammlung nach einem Antrag des Königreichs Hannover die königlich-dänisch-holstein-lauenburgische Regierung auf, die Bekanntmachung abzusetzen und binnen sechs Wochen Maßnahmen einzuleiten, die Herzogtümer mit dem Königreich in einem gleichartigen Verband zu vereinen. Anderenfalls drohte wie schon 1861/1862 das Exekutionsverfahren. Hierauf musste der dänische Gesandte beim Bundestag, Bernhard Ernst v. Bülow (später Außenminister in Bismarcks Kabinett) in der Bundestagssitzung vom 27. August erklären, dass seine Regierung sich außerstande sehe, das Patent vom 30. März aufzuheben. Daher beschloss der Bund am 1. Oktober 1863 das Bundesexekutionsverfahren durchzuführen.

### Dänische Novemberverfassung 1863
Bereits am 29. September 1863 hatte die Regierung in Kopenhagen dem Reichsrat den Vorschlag des neuen Staatsgrundgesetzes für Dänemark und Schleswig vorgelegt. Er wurde in der 3. Lesung am 13. November mit 40:16 Stimmen (3 Ja-Stimmen mehr als erforderlich) gegen die nachdrückliche Warnung mehrerer besonnener Männer wie Bluhme und Tschernigg angenommen und als Novemberverfassung bekannt. Das Gesetz sollte zum 1. Januar 1864 in Kraft treten.
Dänemarks Regierung unter dem Ministerpräsidenten Carl Christian Hall hatte die Gefahr einer drohenden Auseinandersetzung zwar erkannt aber unterschätzt. Ein nahe geglaubtes Abkommen mit Schweden, 20.000 Mann zur Verteidigung zur Verfügung zu stellen, scheiterte an der äußerst vorsichtig handelnden Regierung in Stockholm, die nur unterzeichnen wollte, wenn sich wenigstens eine neutrale Großmacht dem Vertrag anschließe – was nicht der Fall war.
Am 15. November 1863 verstarb in Glücksburg König Frederik VII. von Dänemark, der letzte männliche Vertreter des regierenden Königshauses, und Prinz Christian aus der Glücksburger Linie als Christian IX. bestieg nach den Festlegungen des Londoner Vertrages den Thron. Er unterzeichnete am 18. November 1863 jene Verfassung, die aber seiner eigenen Intention nach Ausgleich widersprach. „… er unterschreibe nur notgedrungen, weil er fürchte, es führe das Land in sein Unglück, aber da er es als eine Erbschaft ansehe, das sein hochseliger Vorgänger ihm überlassen habe und da er von der Überzeugung durchdrungen sei, daß dieser die Verfassung unterschrieben haben würde, sähe er es als seine Pflicht an“, verzeichnet das Staatsprotokoll. Theodor Fontane schreibt nüchtern, kürzer und zutreffend: „Er unterzeichnete die neue Verfassung zögernd und widerwillig… er zog es vor, lieber in der Folge eines Krieges eine halbe Krone einzubüßen, als in Folge eines Aufstandes die ganze.“
Die Großmächte Großbritannien, Frankreich und Russland rieten der dänischen Regierung, die November-Verfassung zurückzunehmen, und stellten klar, dass mit militärischer Hilfe ihrerseits in einem kommenden Konfliktfall nicht gerechnet werden könne. Hall sah keine Perspektiven mehr und reichte am 24. Dezember 1863 seinen Rücktritt ein.

## Vorbereitung der Bundesexekution
Die Bundestagssitzung von 7. Dezember 1863 erreichte eine Mehrheit von 10:7 Stimmen zugunsten der Bundesexekution. Die Regierungen von Hannover, Österreich, Preußen und Sachsen wurden aufgefordert, unverzüglich die erforderlichen Maßnahmen einzuleiten.
Zur Vorbereitung der Bundesexekution war eine Kommission militärischer Fachleute aus den vier beauftragten Staaten gebildet worden. Preußen wurde durch den Generalleutnant und Chef des Generalstabes v. Moltke, Österreich durch Generalmajor v. Rzikowsky, Hannover durch Generalmajor Schultz und Sachsen durch Major v. Brandenstein vertreten. Nach einigen Meinungsverschiedenheiten über Zusammensetzung, Stärke und Stationierung, einigte man sich auf die folgenden Bereitstellungen an Exekutionstruppen und Reserve:
Sachsen und Hannover je 6.000 Mann Exekutionstruppen, Preußen und Österreich je 5.000 Mann Reserve (ebenso zum Einmarsch nach Holstein und Lauenburg vorgesehen), sowie 25.000 bzw. 15.000 Mann zweiter Linie. Hannover stellte darüber hinaus 9.000 Mann als unmittelbare Reserve.
Die exakte Aufstellung der Exekutionstruppen stellte sich wie folgt dar:
- Königlich sächsische-hannoversche Truppen: 12 Bataillone, 12 Eskadrons, 32 Geschütze

13.176 Mann, 4139 Pferde
- Königlich Preußische Truppen: 37 Bataillone, 29 Eskadrons, 110 Geschütze

45.136 Mann, 13.656 Pferde
- Kaiserlich Österreichische Truppen: 20 Bataillone, 10 Eskadrons, 48 Geschütze

27.050 Mann, 4838 Pferde
- Insgesamt: 69 Bataillone, 51 Eskadrons, 190 Geschütze

85.362 Mann, 22.633 Pferde
Am 10. Dezember 1863 ernannte der König von Sachsen Generalleutnant v. Hake zum Oberbefehlshaber der Exekutionsstreitkräfte und zu seinem Stabschef den Obersten v. Fabrice.
Die sächsischen Truppen wurden vom 16. bis 18. Dezember 1863 per Eisenbahn von Leipzig nach Boizenburg verlegt und auf mecklenburgischem Gebiet zwischen Elbe, Sude und an der Grenze zu Lauenburg untergebracht. Hannover begann die Versammlung seiner Truppen bereits am 8. Dezember in der Gegend von Lüneburg, Winsen und Harburg am südlichen Elbufer. Die Bereitstellungen wurden bis zum 19. Dezember abgeschlossen. Die österreichische Brigade Gondrecourt wurde am 17./18. Dezember von Prag aus in Bewegung gesetzt, traf per Eisenbahntransport am 20./21. Dezember in Harburg ein, überquerte die Elbe auf einer Dampf- und Zugfähre und war am 21. Dezember in Hamburg vereinigt.
Die preußische Brigade Cannstein verlegte vom 17. bis 19. Dezember mit der Eisenbahn aus ihren Garnisonen in den Raum Hagenow und Wittenberge mit vorgeschobenen Posten bis zur lauenburgischen Grenze. Weiterhin wurden die Bereitstellungen der Reservetruppen zweiter Linie Österreichs und Preußens durchgeführt, ohne dass diese ihre Heimatstandorte verließen.
Der Bundestag beschloss am 14. Dezember 1863 die Anweisung für die Zivilkommissare (Unterstellung unter die vom Deutschen Bund geforderte Verwaltung). Bereits am 7. Dezember waren hierfür der sächsische Wirkliche Geheime Rat Eduard von Könneritz und der hannoversche Geheime Regierungsrat Carl Ferdinand Nieper als Bundeskommissare eingesetzt. Außerdem genehmigte der Bundestag die Kosten der Bundesexekution in Höhe von 17. Mio. Gulden, die mit einer Umlage gedeckt wurden.
Eine letzte Forderung dieser vier Exekutionsmächte an Dänemark, binnen sieben Tagen die Herzogtümer Holstein und Lauenburg zu räumen, verstrich am 15. Dezember unbeachtet, obwohl sie dem Ministerpräsidenten Carl Christian Hall persönlich übergeben worden war. Damit begann man am Abend des 22. Dezember 1863 im Hauptquartier der Bundestruppen in Boizenburg mit den Vorbereitungen zum unmittelbaren Einmarsch.

## Verlauf
Die Bundesexekution gegen Dänemark begann legitim als innenpolitische deutsche Maßnahme nach den Bestimmungen der Deutschen Bundesakte gegen verfassungswidrig handelnde oder sich verhaltende Mitgliedsstaaten ohne unmittelbare außenpolitische Wirkung. Sie hatte den Charakter einer Art „höherer Polizeiaktion“ zur Befriedung und zur Wiederherstellung des ursprünglichen bundesverfassungsrechtlichen Zustandes. Sie beinhaltete ausdrücklich die Anerkennung des dänischen Königs Christian IX. als Herzog von Holstein und Lauenburg. Eine dauerhafte Okkupation war nicht vorgesehen, da diese als gewaltsame Besetzung, wie auch die Nichtanerkennung des Monarchen, unweigerlich einen internationalen Konflikt mit anderen europäischen Mächten nach sich gezogen hätte. Gerade zum Erhalt des bestehenden (dänischen) Thronanspruchs sowie der Erbfolge hatten sich die beiden deutschen Großmächte Österreich und Preußen im Londoner Abkommen von 1852 bindend verpflichtet.
Am 21. Dezember 1863 traf im Hauptquartier der Bundestruppen die Nachricht ein, dass die dänischen Truppen begonnen hatten, Holstein und Lauenburg kampflos zu räumen, um einem etwaigen Konflikt auszuweichen. Dänemark hatte sich zu dieser Maßnahme entschlossen, da das britische Außenministerium kein Hilfeversprechen abgegeben hatte. Außerdem hatte Dänemark die Entschlossenheit des Deutschen Bundes unter Führung Österreichs und Preußens anscheinend unterschätzt. Zwar war das Heer nach einer königlichen Anordnung vom 23. September 1863 bereits ab dem 1. Oktober 1863 mobilisiert, jedoch wurde aufgrund der Witterung nicht mit einem Beginn von Feindseligkeiten vor dem 1. März 1864 gerechnet.
Nun überschritten jedoch am 23. Dezember 1863 sächsische und hannoversche Truppen die Grenze zu Lauenburg bei Büchen – „die Bevölkerung verhielt sich völlig teilnahmslos. Es war ein kalter, unfreundlicher Wintertag. Die Wege und namentlich die Brücke über die hier die Grenze bildende Stecknitz waren infolge des Schneefalls so glatt geworden, daß der General von Hake und die Offiziere seines Stabes sich genötigt sahen abzusteigen … Das erste Nachtquartier nahm der Oberkommandierende in der bekannten Eisenbahnstation Schwarzenbeck.“.
Am 23. Dezember übernahmen die Bundeskommissare die Verwaltung der beiden Herzogtümer im Auftrage des Deutschen Bundes unter vorläufiger Aufhebung der bisherigen landesherrlichen Rechte. Der Amtssitz der Kommissare war Altona.
„Als dann gegen 2 Uhr (nachmittags)die beiden Bundes-Kommissare in offenem Wagen mit den Truppen einzogen, umtoste sie ein wahrer Sturm des lange verhaltenen Jubels. Tausende freudestrahlender Menschen jeden Alters, Standes und Geschlechts bewillkommneten sie mit lauten Zurufen und überschütteten sie mit Blumen und Kränzen“.
Die Besetzung der Herzogtümer Lauenburg und Holstein erfolgte rasch mit den folgenden Stationen:.
- 23. Dezember 1863: Büchen, Schwarzenbek, Wandsbek
- 24. Dezember 1863: Altona, Pinneberg, Uetersen, Trittau
- 25. Dezember 1863: Bad Oldesloe
- 26. Dezember 1863: Elmshorn, Itzehoe, Bramstedt, Ahrensbök
- 27. Dezember 1863: Segeberg
- 28. Dezember 1863: Glückstadt, Neumünster, Plön
- 29. Dezember 1863: Kiel-Nortorf
- 30. Dezember 1863: Jevenstedt
- 31. Dezember 1863: Rendsburg

Zum Jahresende war somit die Eiderlinie erreicht. Die Besetzung der größeren Orte geschah meist so, dass die letzten dänischen Verbände an einem Ende der Ortschaft abzogen, während am anderen Ende die Bundestruppen einrückten. Die Bevölkerung reagierte zurückhaltend, solange die dänischen Truppen noch vor Ort waren, empfing jedoch die deutschen Soldaten mit teilweise enthusiastischem Jubel. In Altona wurde wie auch andernorts das Schleswig-Holstein-Lied gespielt und gesungen. Überall, wo die Bundestruppen einrückten, wurden die schleswig holsteinischen und deutschen Farben gehisst. In Rendsburg wurde das südliche Stadttor sowie die Torwache zusätzlich mit hannoverschen und sächsischen Fahnen geschmückt.
Am 7. Januar 1864 meldete General v. Hake der Bundesversammlung nach Frankfurt am Main, dass der Auftrag der Exekutionstruppen erfüllt sei. In diesem Bericht legte er auch seine Befürchtungen wegen der von Dänemark an der Grenze zwischen Schleswig und Holstein zusammengezogenen Truppen von ca. 20.000 Mann dar, denn er meinte, einem von ihm als wahrscheinlich angesehenen dänischen Angriff nicht standhalten zu können.
Die Besorgnisse v. Hakes waren gewiss nicht unbegründet, doch lag dem dänischen Oberkommando jeder Offensivgedanke fern. Auch nahmen die Ereignisse mit dem direkten Eingreifen Preußens und Österreichs, das am 1. Februar 1864 zum Krieg mit Dänemark führte, einen Verlauf, der die deutschen Bundestruppen vor jeder derartigen Gefahr bewahrte.

## Vorbereitung auf den Deutsch-Dänischen Krieg

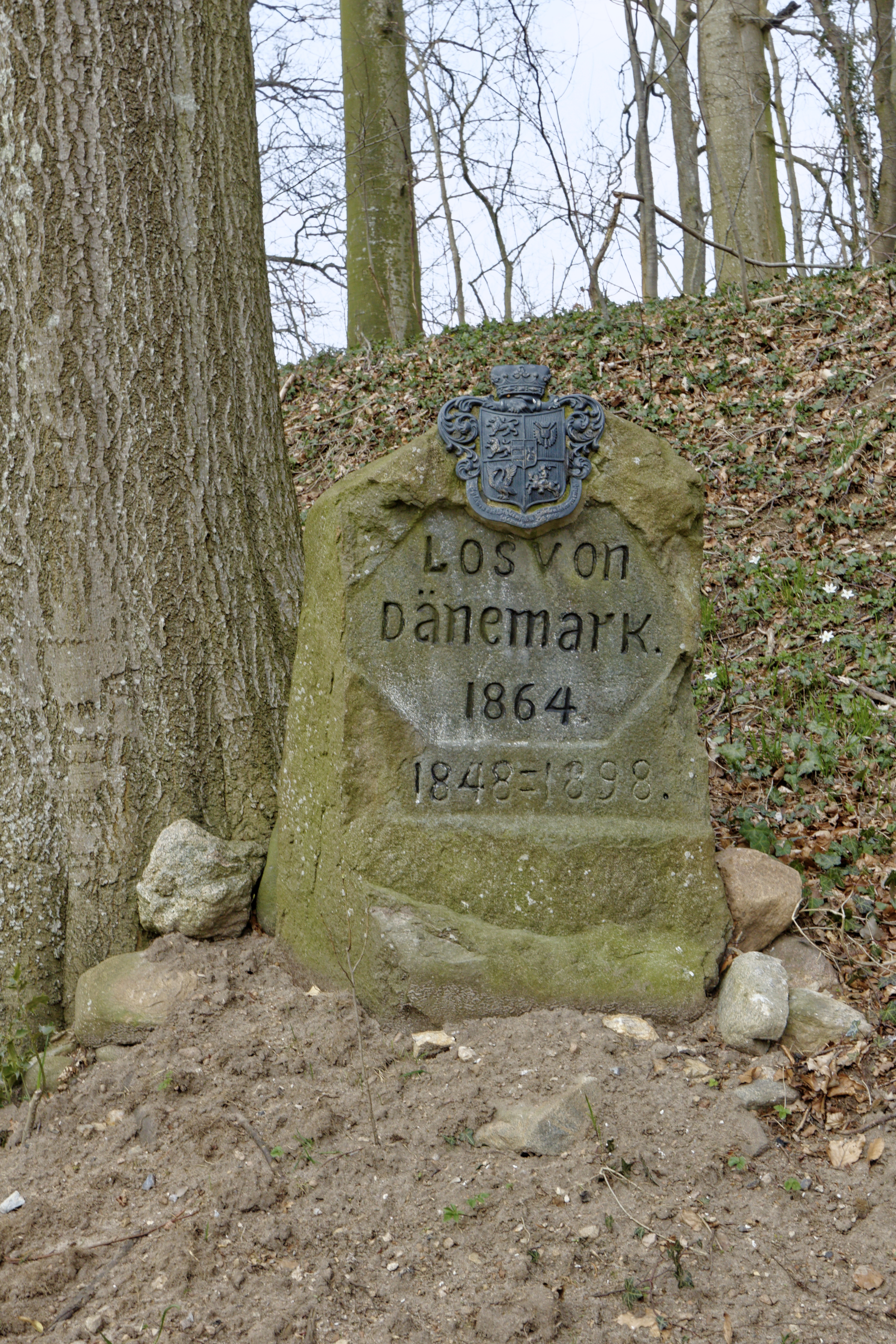

Am 16. Januar 1864 forderten die beiden Großmächte Österreich und Preußen in einem Ultimatum Dänemark auf, innerhalb von zwei Tagen die Novemberverfassung aufzuheben. Das war ohne einen Staatsstreich in Dänemark in der vorgegebenen Frist nicht machbar. Die Dänen erklärten, die Verfassung in einem verfassungskonformen Verfahren zu annullieren. Preußen und Österreich gingen darauf nicht ein. Stattdessen wurden die österreichische Brigade „Gondrecourt“ und die preußische Brigade „Cannstein“ am 22. Januar 1864 aus den Bundestruppen herausgelöst, um gegen Dänemark außerhalb der Bundesexekution zum Einsatz zu kommen. Die Verbände waren bisher in Reserve gehalten worden und rückten nun aus ihren Einquartierungen bis an die Eider vor. Die Bundesversammlung protestierte und behielt sich daraufhin vor, anderweitige Reserven einzuberufen und stellte klar, dass die Besetzung holsteinischen und lauenburgischen Territoriums allein den Bundestruppen vorbehalten sei.
Der Durchmarsch durch das unter Bundesverwaltung stehende Land forderte den Protest (teilweise handfest, z. B. mit der Erstürmung des Schwartauer Schlagbaumes) der deutschen Klein- und Mittelstaaten heraus. Ausgenommen blieb Hannover, das den Konflikt mit Preußen scheute.
Um die Mittelstaaten zu beschwichtigen, gaben die beiden Großmächte am 19. Januar 1864 eine Erklärung ab, dass durch ihre Maßnahmen die von dem Deutschen Bund für Holstein und Lauenburg angeordnete Exekution nicht beeinträchtigt werden solle.
Auch General Hake wollte den österreichisch-preußischen Interventionstruppen, die am 21. Januar 1864 – noch vor dem eigentlichen Kriegsausbruch – auf dem Weg an die Eiderlinie bereits in Altona, Lübeck und in das südliche Holstein eingerückt waren, Einhalt gebieten, doch er erhielt bereits einen Tag später von dem sächsischen Gesandten und Außenminister Friedrich Ferdinand von Beust (1809–1886) die Anweisung, die Armeen passieren zu lassen.
„Trotzdem tat Hake alles Mögliche, um der alliierten Armee den Durchmarsch zu erleichtern. Er schrieb Roon, daß bis zum 22. Januar (1864) der gesamte östliche Teil Holsteins bis zur Straße von Altona über Elmshorn, Itzehoe und Hohenweststedt nach Rendsburg von Bundestruppen geräumt sein, Altona und Rendsburg aber bis auf weiteres besetzt bleiben würden. Infolgedessen zog auch aus Kiel die sächsische Besatzung ab und am 25. Januar rückten die Preußen in die Stadt ein – um sie nicht wieder zu verlassen.“
In den folgenden Wochen kam es jedoch trotzdem zu Behinderungen der preußisch-österreichischen Armee, die Ausdruck einer gegen die Großmächte gerichteten Politik der Mittelstaaten waren. Einquartierungen und Telegraphenverkehr wurden erschwert, Lieferungen und Transporte verzögert. Das Vorgehen der preußischen und österreichischen Truppen erregte in Verbindung mit missachtenden Worten Bismarcks den Argwohn der deutschen Staaten, dass die Bundesautorität in Holstein und Lauenburg zugunsten der Großmächte kaltblütig beseitigt werden sollte.
Um diesen Eindruck zu verwischen, entsandte der preußische König Wilhelm I. noch im Februar 1864 den Generalleutnant v. Manteuffel mit einem eigenhändigen Schreiben an die Höfe nach Dresden und Hannover. Die Mission trug ganz wesentlich dazu bei, das gespannte Verhältnis nicht über die Maßen zu strapazieren. Das formale Fortbestehen der Bundesexekution wurde garantiert – die militärische Hoheit des Deutschen Bundes in den Herzogtümern wurde bestätigt und erweitert (z. B. um den Schutz der holsteinischen Ostseeküste) – und blieb auch während des Deutsch-Dänischen Krieges voll bestehen.
Preußen und Österreich konnten somit ihre Kriegsvorbereitungen planmäßig abschließen.

## Das Ende der Bundesexekution

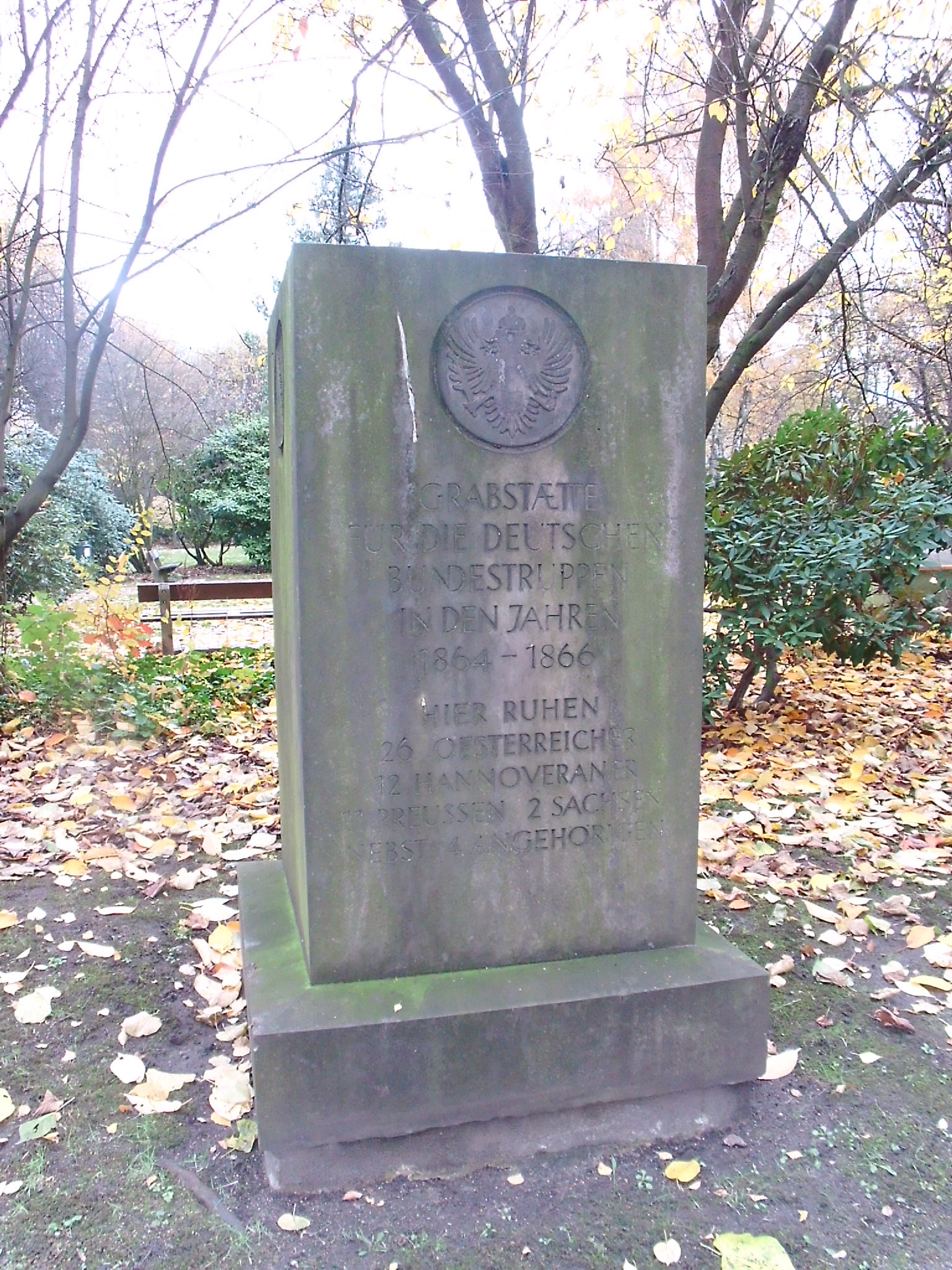
Grabstele der Bundestruppen auf dem Friedhof Norderreihe in Hamburg-Altona

Mit dem kriegerischen Vorgehen der österreichisch-preußischen Truppen in Schleswig und Dänemark ab Februar 1864 wurde die Bundesexekution immer bedeutungsloser, sodass sie schließlich nur noch eine inhaltlose Form ohne praktische Bedeutung darstellte. Sie war durch das alliierte Vorgehen hinfällig geworden. Der Deutsche Bundestag kritisierte entsprechend die Politik Österreichs und Preußens mehrmals als rechtswidrig und war bemüht, durch die Entsendung eines eigenen Bevollmächtigten zur Londoner Konferenz vom 25. April bis zum 25. Juni 1864 in Person des sächsischen Außenministers von Beust in den Herzogtümern die Etablierung eines souveränen deutschen Mittelstaates durchsetzen zu können, was jedoch nicht gelang.
Um die Bundesexekution formell zu beenden, brauchte es trotzdem einiger Schritte. Am 5. Dezember 1864 stimmte der Bundestag über den Antrag der Großmächte ab, die Exekutionstruppen aus Holstein und Lauenburg abzuziehen. Mit 9:6 Stimmen wurde der Antrag angenommen. Ohne den Bundesbeschluss abzuwarten, hatte an demselben Tage Prinz Friedrich Karl von Preußen als Oberbefehlshaber der alliierten Truppen bereits eine Bekanntmachung erlassen, in der u. a. die von den Bundeskommissaren bisher geleitete oberste Verwaltung aufgehoben und provisorisch an den Zivilkommissar für Schleswig übertragen wurde. Am 7. Dezember 1864 fand dann auch der Wechsel statt. An ihre Stelle traten die österreichischen und preußischen Zivilkommissare v. Lederer und v. Zedlitz. Die von den Bundeskommissaren am 12. Januar 1864 in Kiel für die Herzogtümer und Lauenburg eingerichtete Herzogliche Landesregierung, die als Zentralinstanz die bereits am 27. Dezember 1863 aufgelöste Holsteinische Regierung in Plön ersetzt hatte, wurde daraufhin aufgehoben und zum 1. Februar 1865 eine schleswig-holsteinische Landesregierung im Schloss Gottorf eingerichtet.
Mit dem Bundesbeschluss begann auch der Abzug der Bundestruppen aus Holstein und Lauenburg. Die hannoverschen Einheiten setzten vom 10. bis 13. Dezember 1864 auf das südliche Elbufer über, die sächsischen Truppen verließen mit dem 14. Dezember Harburg per Eisenbahn – jedoch nicht direkt über Magdeburg durch preußisches Gebiet, sondern auf dem Umweg über Hannover, Kurhessen und Bayern nach Sachsen.